# Francisco Roca Simó
Francisco Roca Simó (Palma de Mallorca, 4 de enero de 1874 - Madrid, 9 de mayo de 1940) fue un arquitecto español. Desarrolló su obra a partir de diversos estilos arquitectónicos (modernismo, regionalismo, art déco y racionalismo) desde un punto de vista ecléctico. Su obra está presente sobre todo en España (Mallorca, Madrid) y Argentina (Rosario, Buenos Aires).

## Biografía

### Primeros años
Excepcionalmente dotado para el dibujo, cursó estudios de Bellas Artes en la Academia Provincial de Bellas Artes de Palma y luego pasó a Madrid para estudiar arquitectura en la Escuela de Arquitectura de Madrid, donde obtuvo el título en 1906. Aún como estudiante, destacó al presentar varios proyectos, muy influidos por las corrientes europeas del modernismo, que no llegaron a llevarse a cabo. De esta época es su primera obra: el Mausoleo de Pi y Margall, que por suscripción popular fue levantado en el cementerio civil de Madrid en 1907.

### Primera etapa mallorquina (1906-1910). Modernismo ecléctico
Retornado a Palma de Mallorca en 1906 abre despacho propio y pronto destaca al realizar diversas obras de gran calidad artística y arquitectónica, englobado dentro de la corriente modernista. De esta primera época destacan Can Forteza-Rey (1907), Can Segura (1907), el Hostal Corona (1908) y especialmente los edificios gemelos de Can Casasayas (1908); en todos ellos presenta ornamentaciones de gran calidad, tanto en las elaboradas con hierro como las de cerámica y vidrio. Ya desde entonces muestra un estilo ecléctico, basculando entre diferentes corrientes e influencias del modernismo catalán (Antoni Gaudí, Lluís Domènech i Montaner), del secesionismo europeo (Otto Wagner, etc.) y el Art Nouveau. Además, en 1908 es nombrado arquitecto provincial de Baleares, lo que le lleva a asumir algunos encargos públicos como el Cuartel General Luque (Inca), el Manicomio Provincial (Palma) o el plan de reforma urbana de Sóller, de arquitectura más sencilla, además de diseñar monumentos funerarios en el cementerio local.

### Etapa argentina (1910-1915). Padre del modernismo argentino
En 1910 se casa con Julia Cabanellas Izaguirre y se traslada a Argentina, en un momento de gran expansión de las principales ciudades del país. Roca se establece en Buenos Aires y se convierte de facto en introductor de la estética modernista en el país. Así, en la capital argentina llevó a cabo el edificio del Banco de Castilla y Río de la Plata (1913); pero su influencia se dejó notar sobre todo en Rosario, ciudad entonces en pleno crecimiento demográfico y que había recibido una importante afluencia de población española (entre ellos, la familia de su mujer). Allí Roca llevaría a cabo diversos proyectos que hoy son referentes de la ciudad: el Palacio Cabanellas (1911), la Confitería La Europea (1911), el Banco Escolar (1911), el Club Español (1912), la Asociación Española de Socorros Mutuos (1912-13) y el Edificio Remonda-Montserrat (1913).

### Segunda etapa mallorquina (1916-1924). Nuevas estéticas
En 1915 Roca regresa a España y se establece nuevamente en Mallorca. En esta segunda etapa mallorquina asume numerosos encargos privados en los que sigue haciendo gala de su eclecticismo, evolucionando desde el modernismo e incorporando las nuevas estéticas europeas (Art déco y Racionalismo) combinado con el regionalismo arquitectónico más tradicional cuando era necesario. De esta época y años posteriores son el edificio del Colegio Notarial de Baleares (1916), el Hotel Mediterráneo (1926) y Casa Roca (1929), todos ellos en Palma, así como la fachada de la iglesia del Santuario de Lluch (Escorca, 1924) y la sucursal del Banco de Crédito Balear en Manacor (1926).

### Etapa madrileña (1924-1940). Racionalismo yart déco

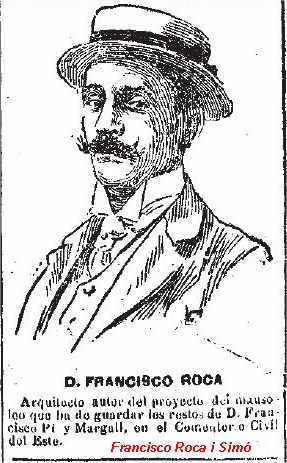
Francisco Roca (El País, 24/06/1905)

Después de su retorno a España, Roca decide mantener abierto un despacho en Madrid para atender los numerosos encargos que le llegaban desde la capital. En 1924 decide trasladar allí su residencia familiar; ya instalado en la capital madrileña, en 1927 es nombrado arquitecto del Ministerio de Hacienda y desde 1929 es arquitecto diocesano de Soria. Durante estos años predominan los estilos racionalista y Art déco, encargándose de numerosos edificios de viviendas y destacando especialmente el Mercado de Tirso de Molina (1932), en el barrio de La Latina, todos ellos en un estilo mucho más esquemático, sencillo y funcional, lejos de la original exhuberancia modernista de sus primeros años.
Sin embargo, Roca no dejó de atender encargos de su isla de origen y siguió presente pese a la distancia geográfica. Así, ejecutó encargos como el portal del Cementerio (1930) y el Mercado municipal (1933), ambos en Felanich; o Can Magí Marqués (1933) y la Delegación del Gobierno en Baleares (1935), ambos en Palma. Poco antes de su muerte, ya finalizada la Guerra Civil, aún pudo diseñar el Monumento a las víctimas del crucero Baleares, junto a su hijo Antonio Roca Cabanellas y el escultor José Ortells, inaugurado póstumamente en 1947.

## Otros datos
Aparte de su profesión y dada su habilidad para el dibujo, Roca Simó también fue acuarelista aficionado. Ello le llevó a pintar numerosos paisajes, así como pintar el hipotético resultado final de algunos de sus proyectos.
En 2016 ARCA Patrimonio, entidad balear dedicada a la preservación del patrimonio local, organizó en su sede social de Palma una exposición monográfica dedicada al arquitecto. Más adelante, y coincidiendo con el 150º aniversario de su nacimiento, se publicaron dos trabajos sobre su vida y obra. Uno a cargo de Belén Fernández de Alarcón Roca, doctora en Historia y bisnieta del arquitecto; y otro a cargo de ARCA Patrimonio.

## Obra (selección)

### España

#### Islas Baleares
Palma de Mallorca
- Can Forteza-Rey (1907). Pl. Marqués de Palmer, 1
- Can Segura (1907). Av. Conde de Sallent, 2
- Hostal Corona (1908). C. Josep Villalonga, 22
- Manicomio Provincial (1909). Camino de Jesús, 40
- Can Casasayas (1910-11). Pl. del Mercado
- Colegio Notarial de Baleares (1916). Vía Roma, 4
- Hotel Mediterráneo (1926). Av. Gabriel Roca, 33
- Casa Roca (comercio y viviendas) (1929). C de los Hostales, 27
- Can Magí Marqués (1933). Pl. del Fortín, 5
- Delegación del Gobierno (1935). C. Constitución, 4
- Monumento a las víctimas del crucero Baleares (1939). Parque de la Feixina

Inca
- Cuartel General Luque (1909). Av. General Luque, 233

Escorca
- Fachada de la iglesia del Santuario de Lluch (1924)

Felanich
- Portal del Cementerio (1930)
- Mercado municipal (1933). Pl. de la Constitución

Manacor
- Sucursal del Banco de Crédito Balear (1926). C. Alexandre Rosselló, 1

#### Madrid
- Mausoleo de Pi i Margall (1907). Cementerio civil de Madrid
- Mercado de Tirso de Molina (1932). C. Doña Urraca, 15

### Argentina
Rosario
- Palacio Cabanellas (1911)
- Confitería La Europea (1911)
- Banco Escolar (1911)
- Club Español (1912)
- Asociación Española de Socorros Mutuos (1912-13)
- Edificio Remonda-Montserrat (1913)

Buenos Aires
- Banco de Castilla y Río de la Plata (1913)

### Proyectos frustrados (selección)
Otros proyectos del Roca Simó no se llegaron a materializar, la mayoría por haberse enviado a concursos en los que no consiguió ser el proyecto ganador. Pero en bastantes casos se conserva el diseño previo.
- Palacio Legislativo (Montevideo, 1903)
- Monumento a Richard Wagner (Madrid, 1904)
- Ayuntamiento de Sóller (1907 y 1913)
- Palacio de Justicia (Buenos Aires, 1913)
- Monumento a Miguel de Cervantes (Madrid, 1915)
- Hotel Alfonso XIII (Sevilla, 1916), para la Exposición Iberoamericana de 1929
- Círculo de Bellas Artes (Madrid, 1919)
- Círculo Ecuestre (Barcelona, 1920)
- Ministerio de la Marina (Madrid, 1926)
- Museo de Arte Púnico (Ibiza, 1934)

## Galería fotográfica

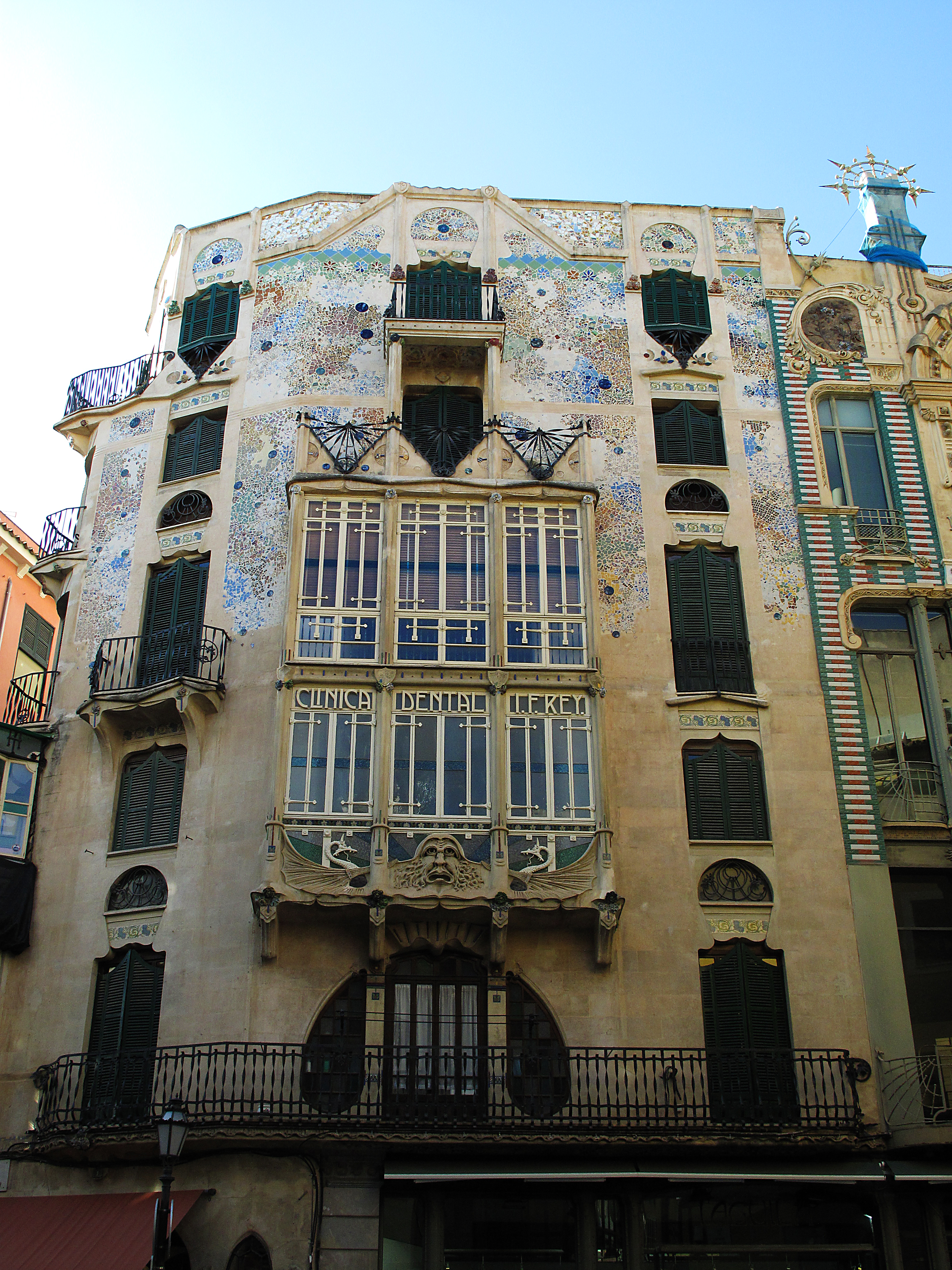
Can Forteza-Rey (Palma)
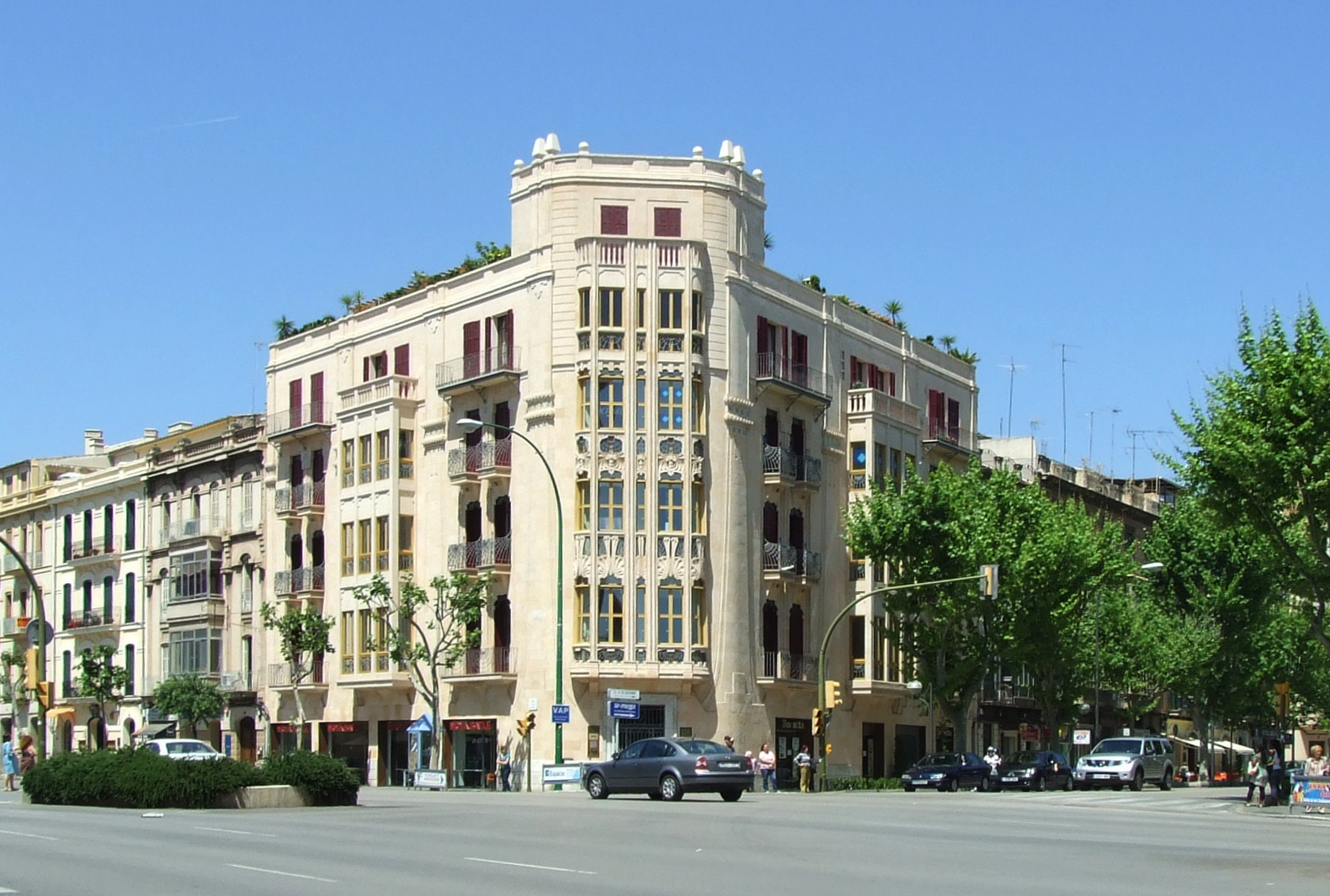
Can Segura (Palma)
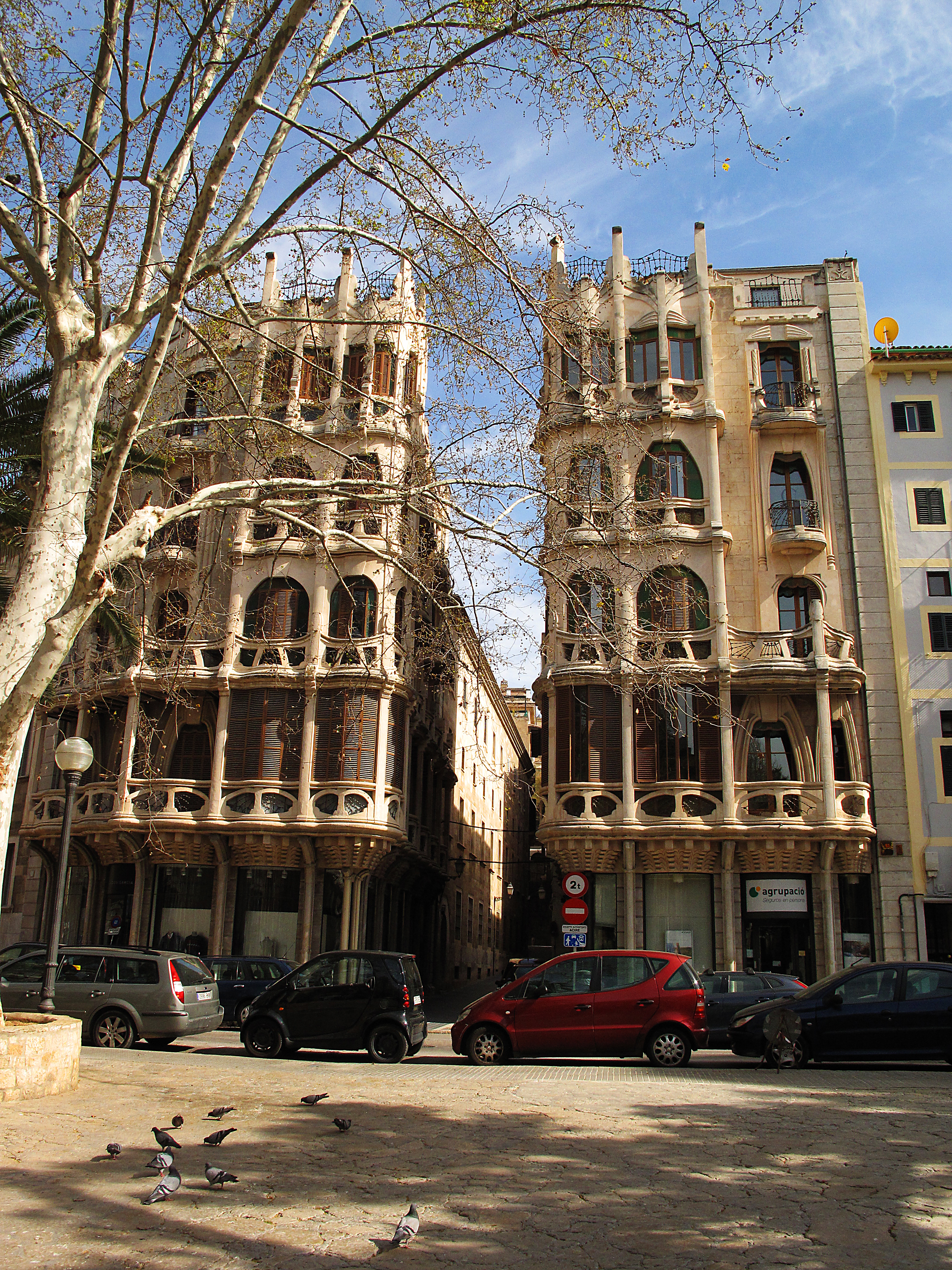
Can Casasayas (Palma)
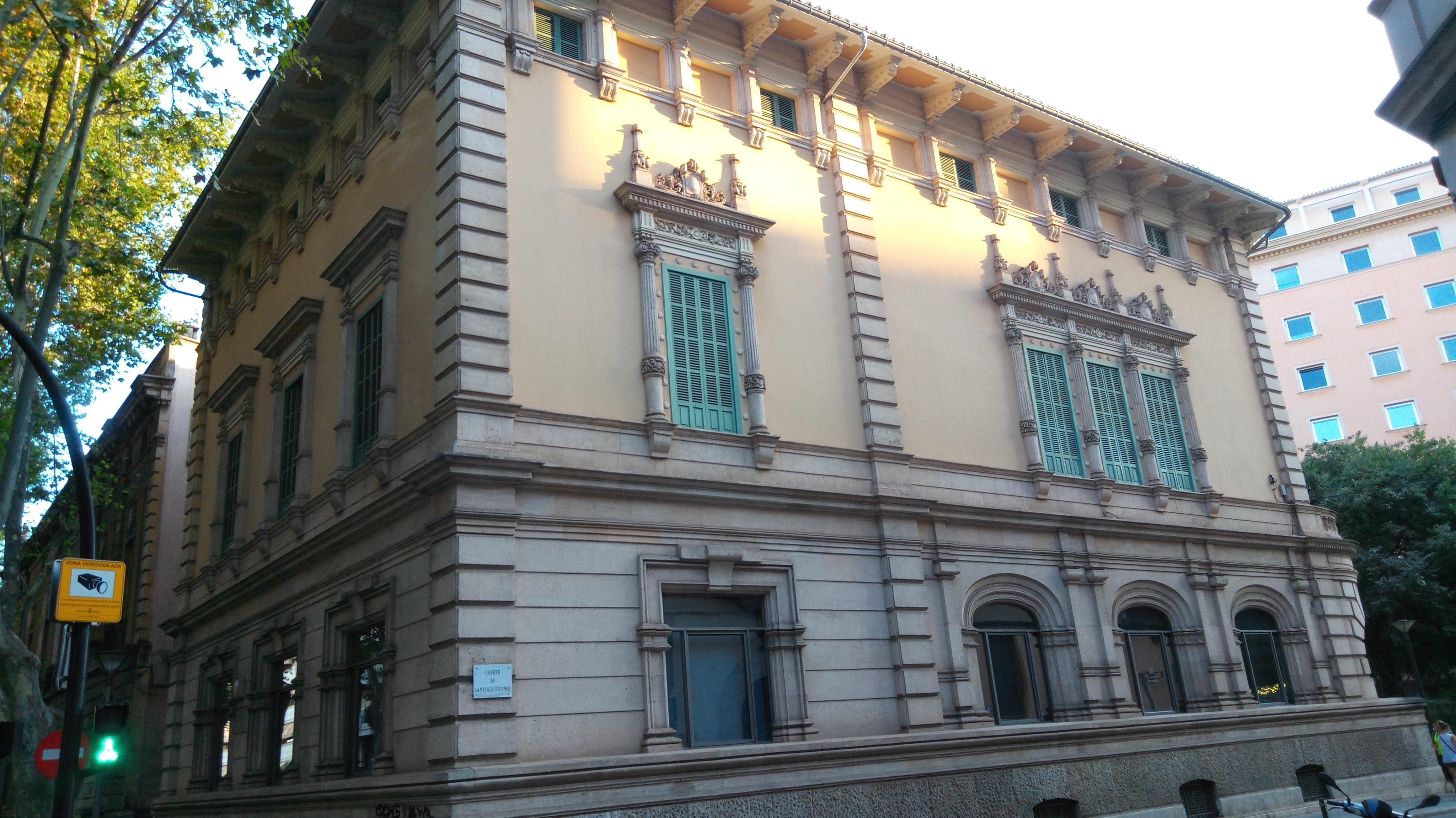
Colegio de Notarios (Palma)
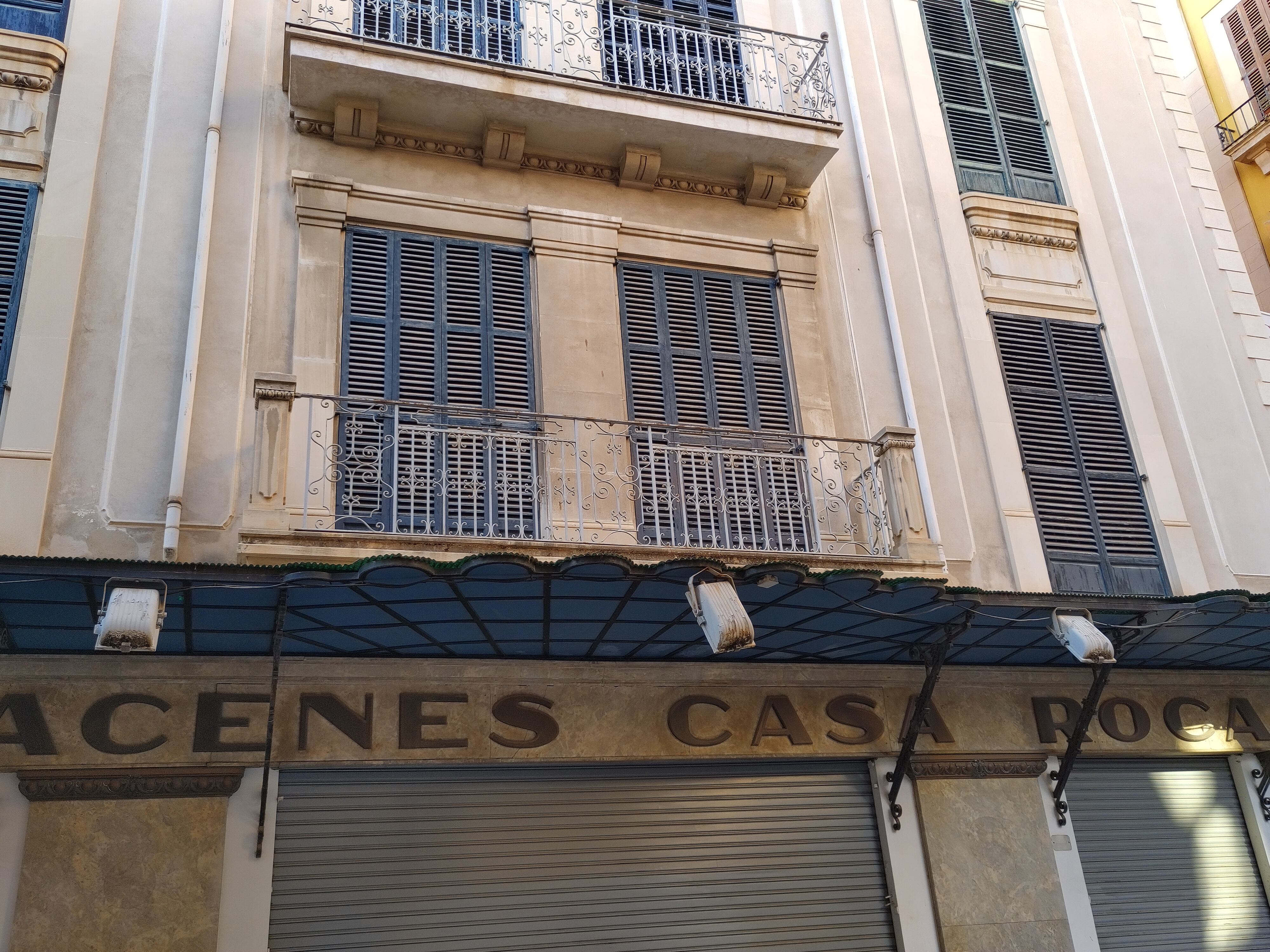
Casa Roca (Palma)
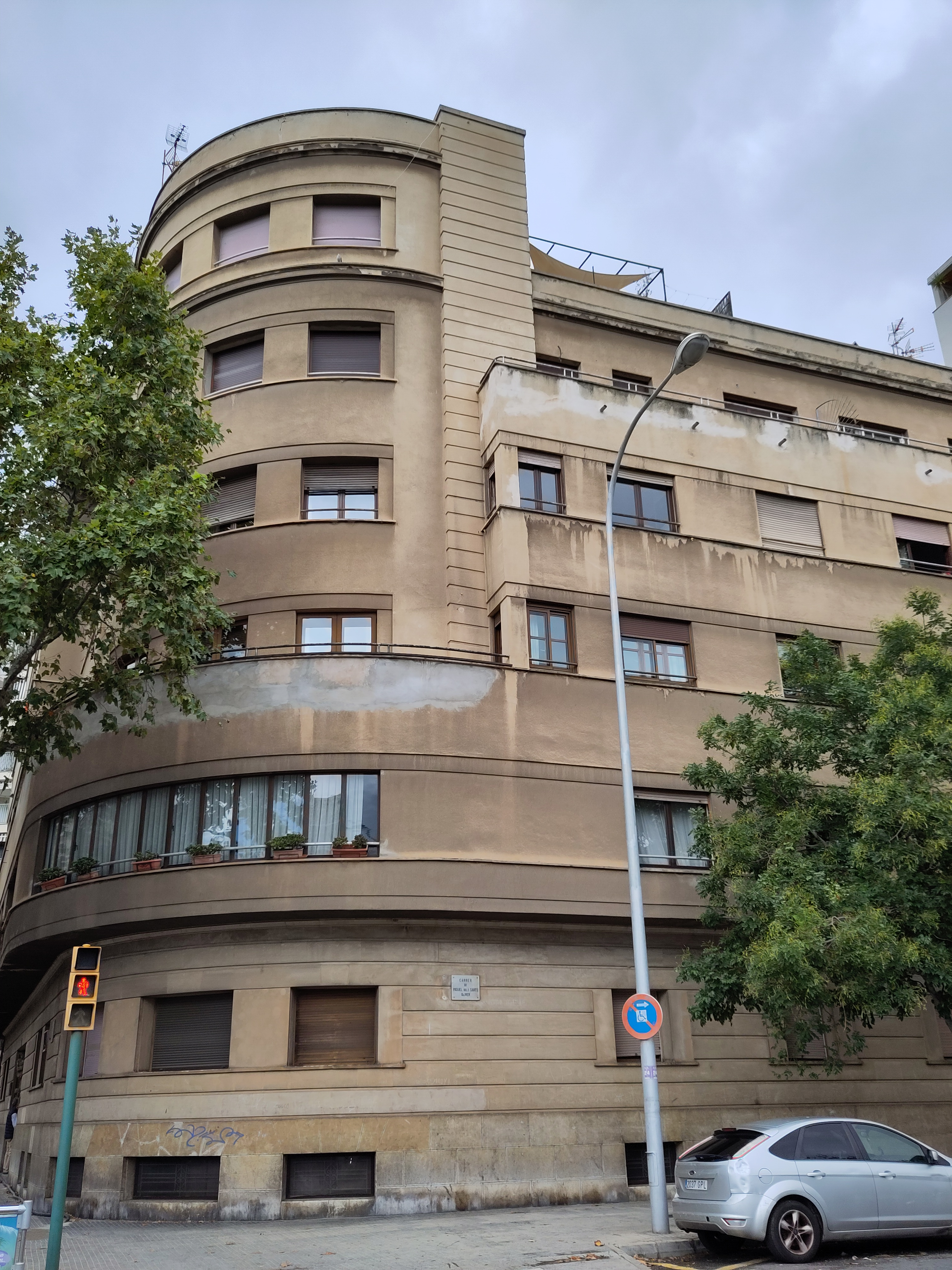
Can Magí Marquès (Palma)
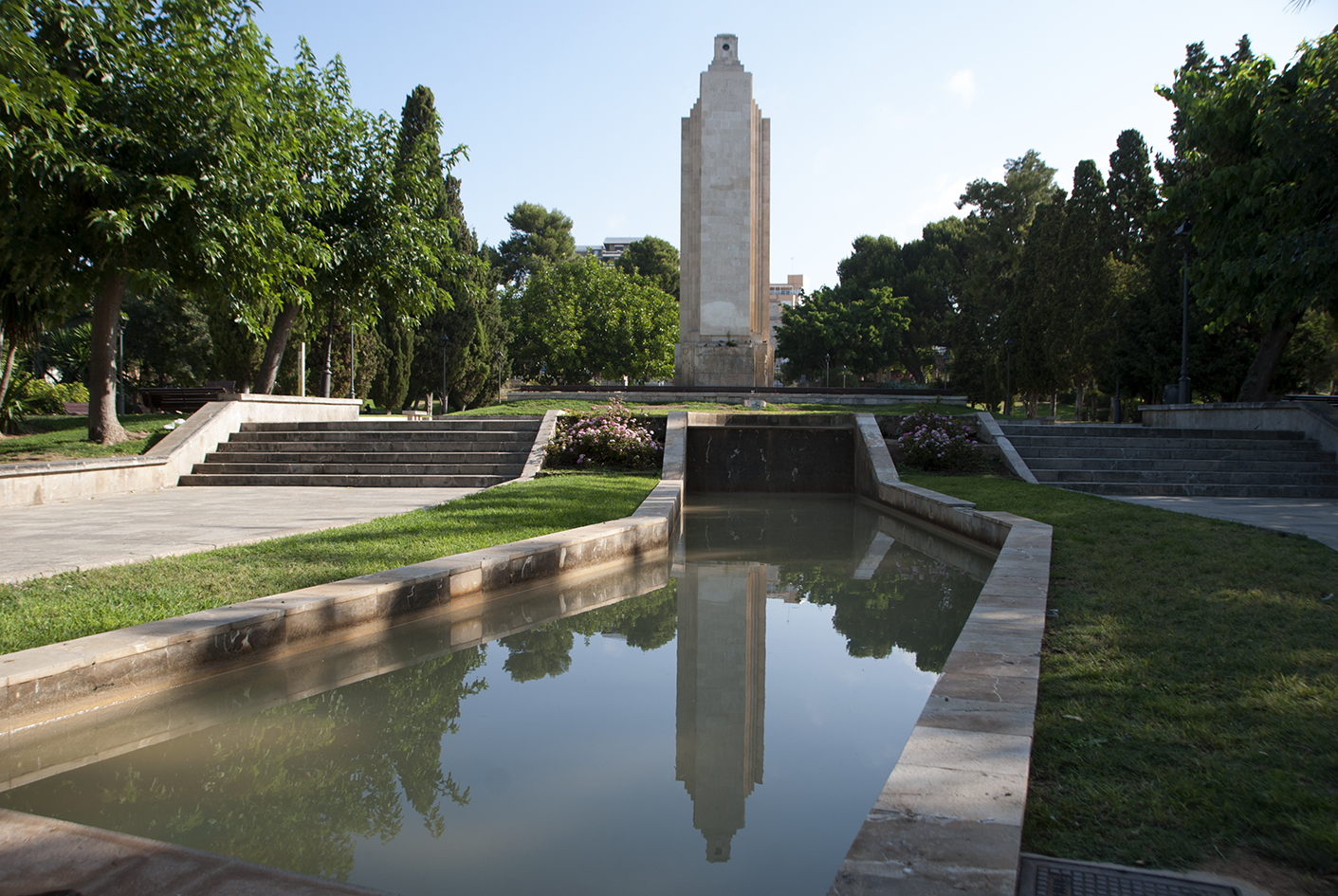
Monumento víctimas crucero Baleares (Palma)
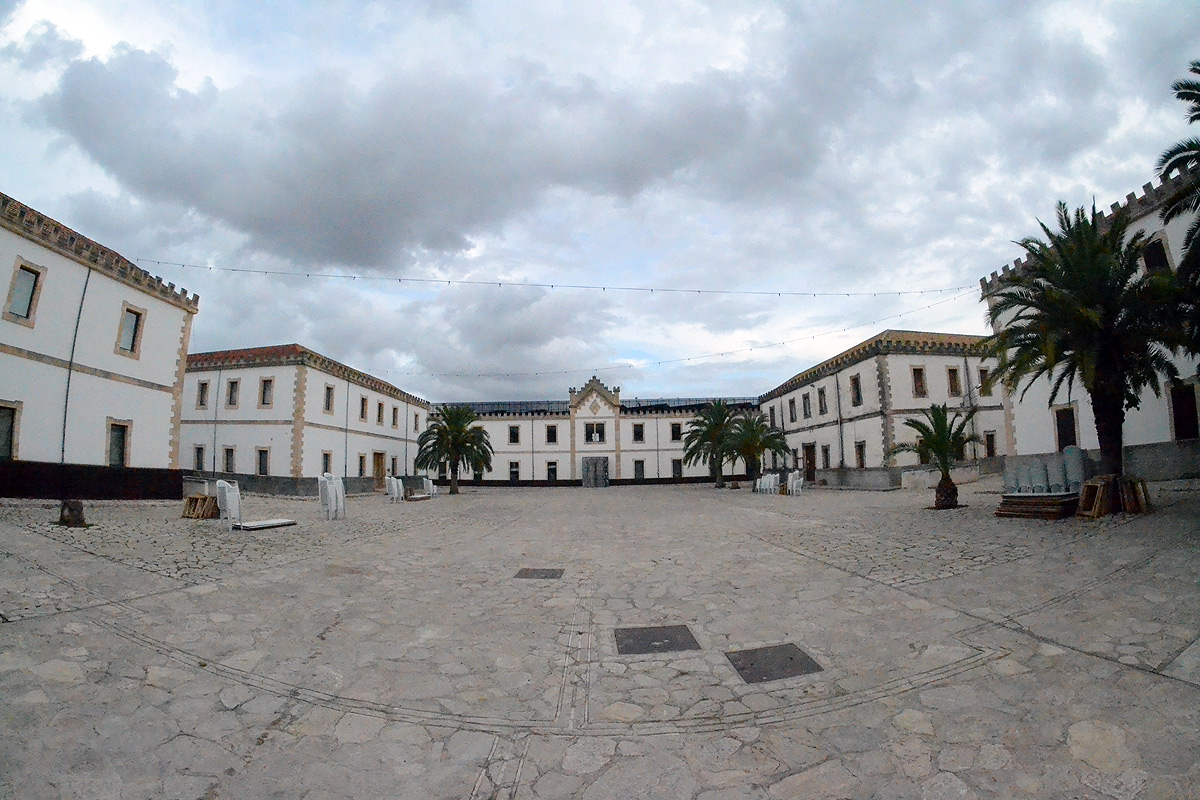
Cuartel General Luque (Inca)
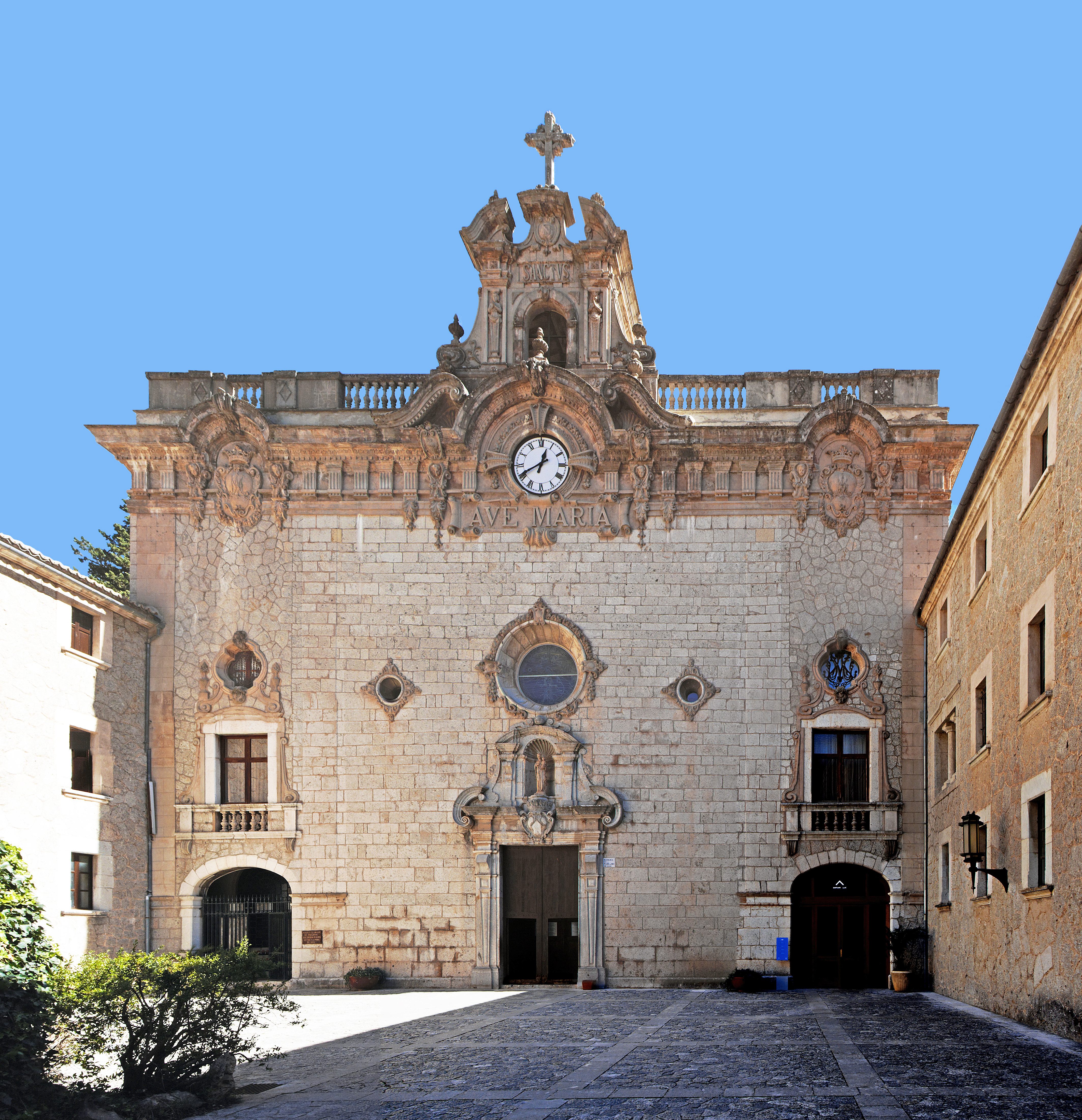
Fachada iglesia de Lluc (Escorca)

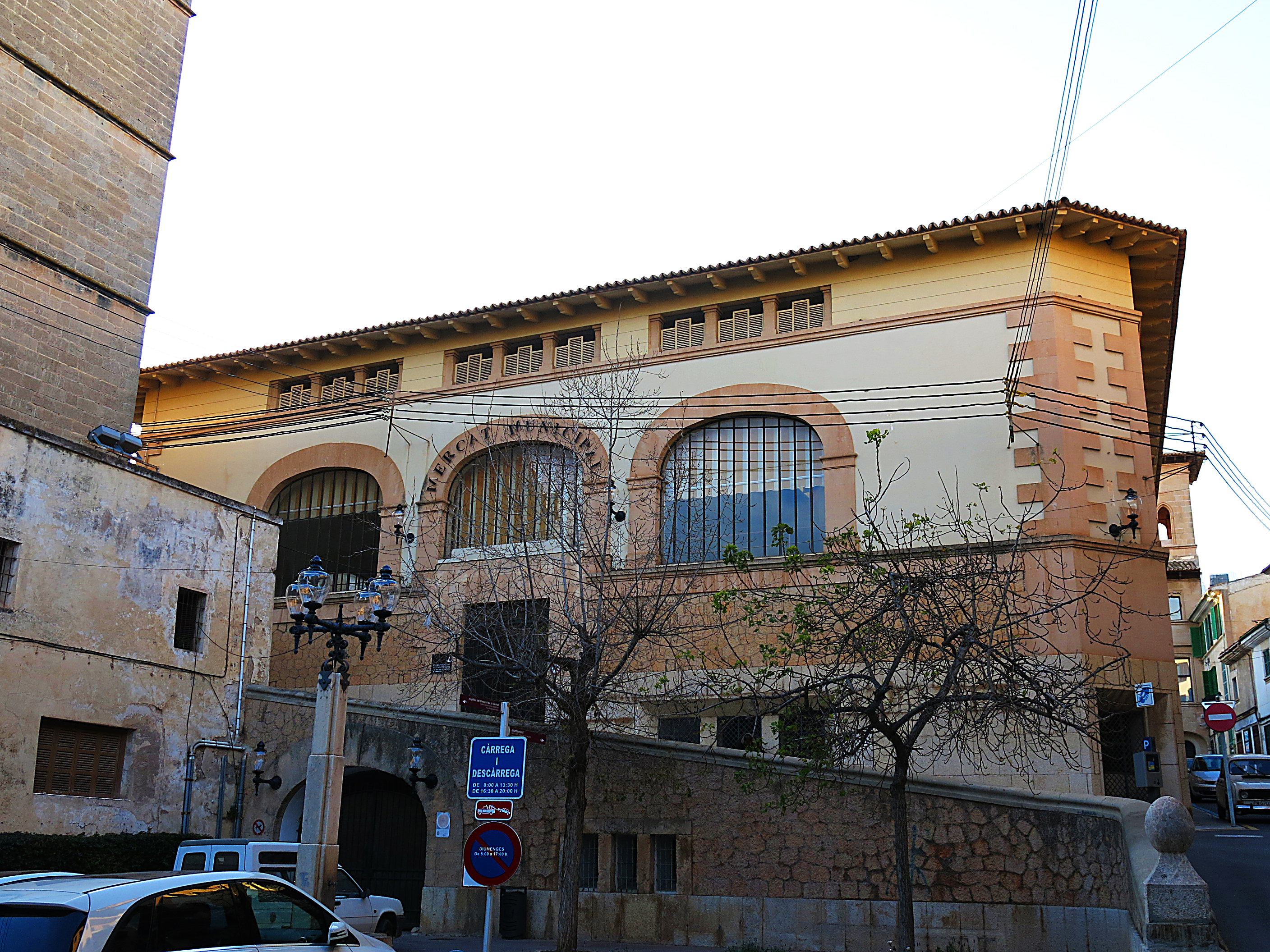
Mercado Municipal (Felanitx)
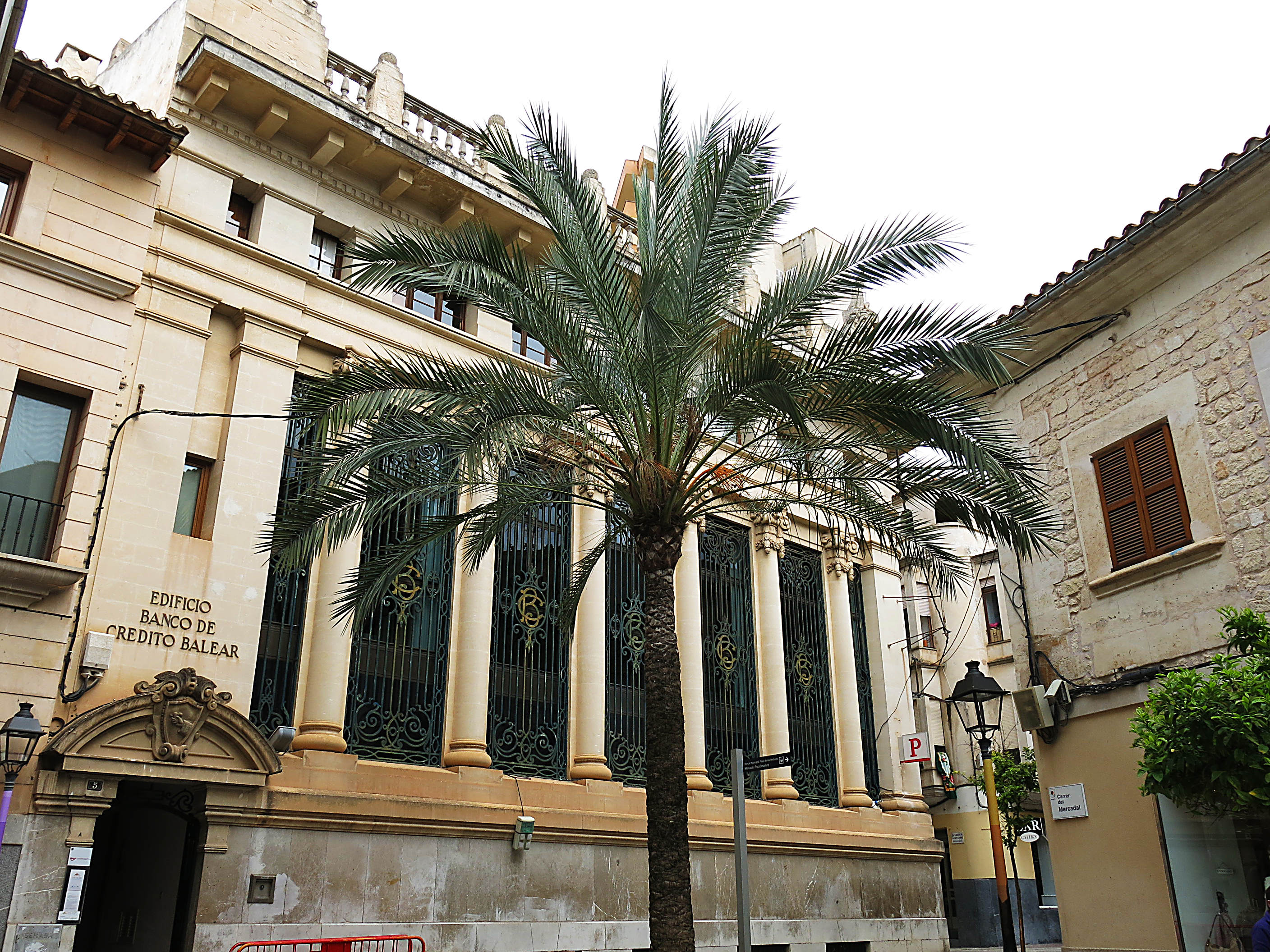
Banco de Crédit Balear (Manacor)
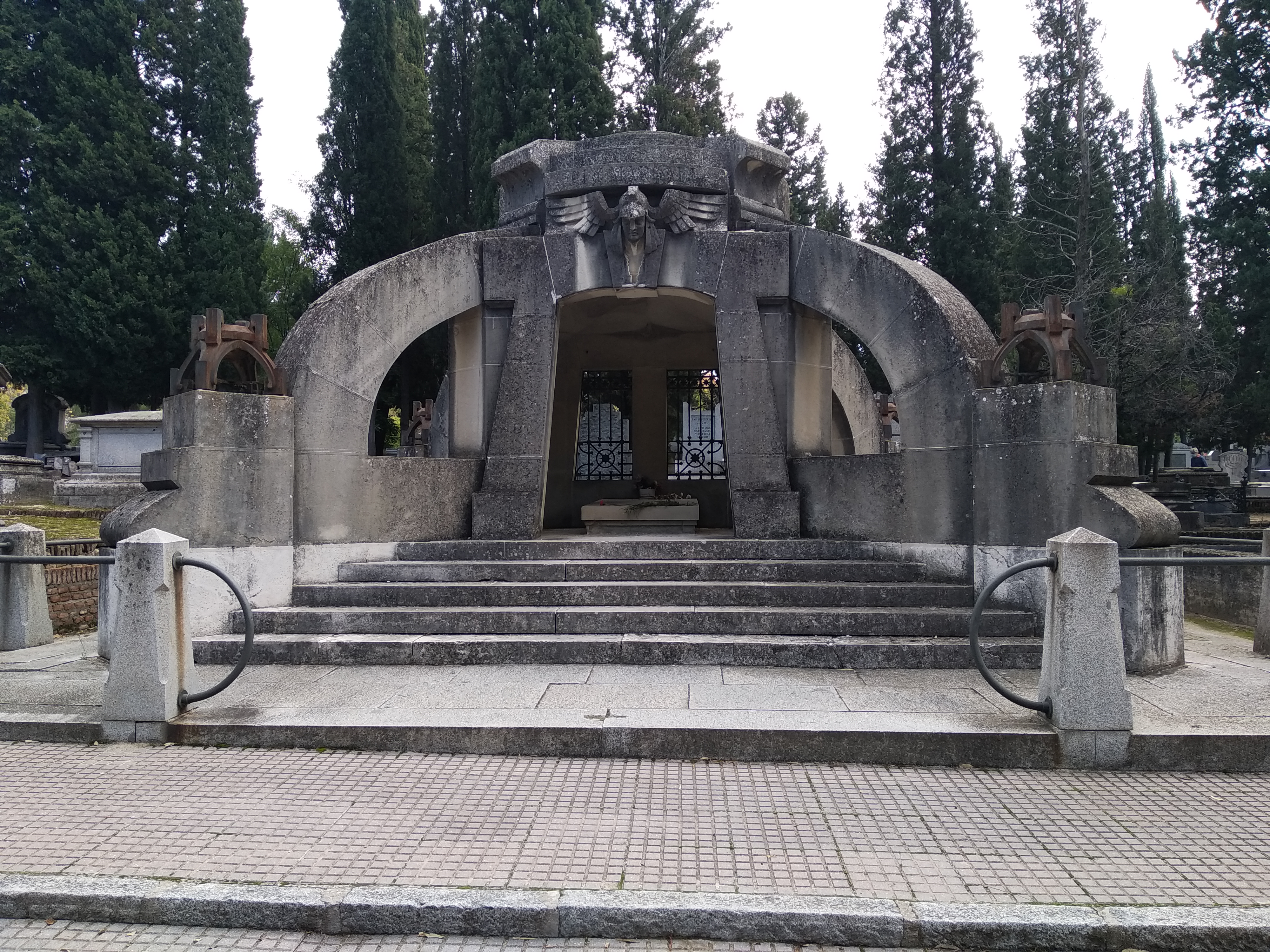
Mausoleo de Pi i Margall (Madrid)
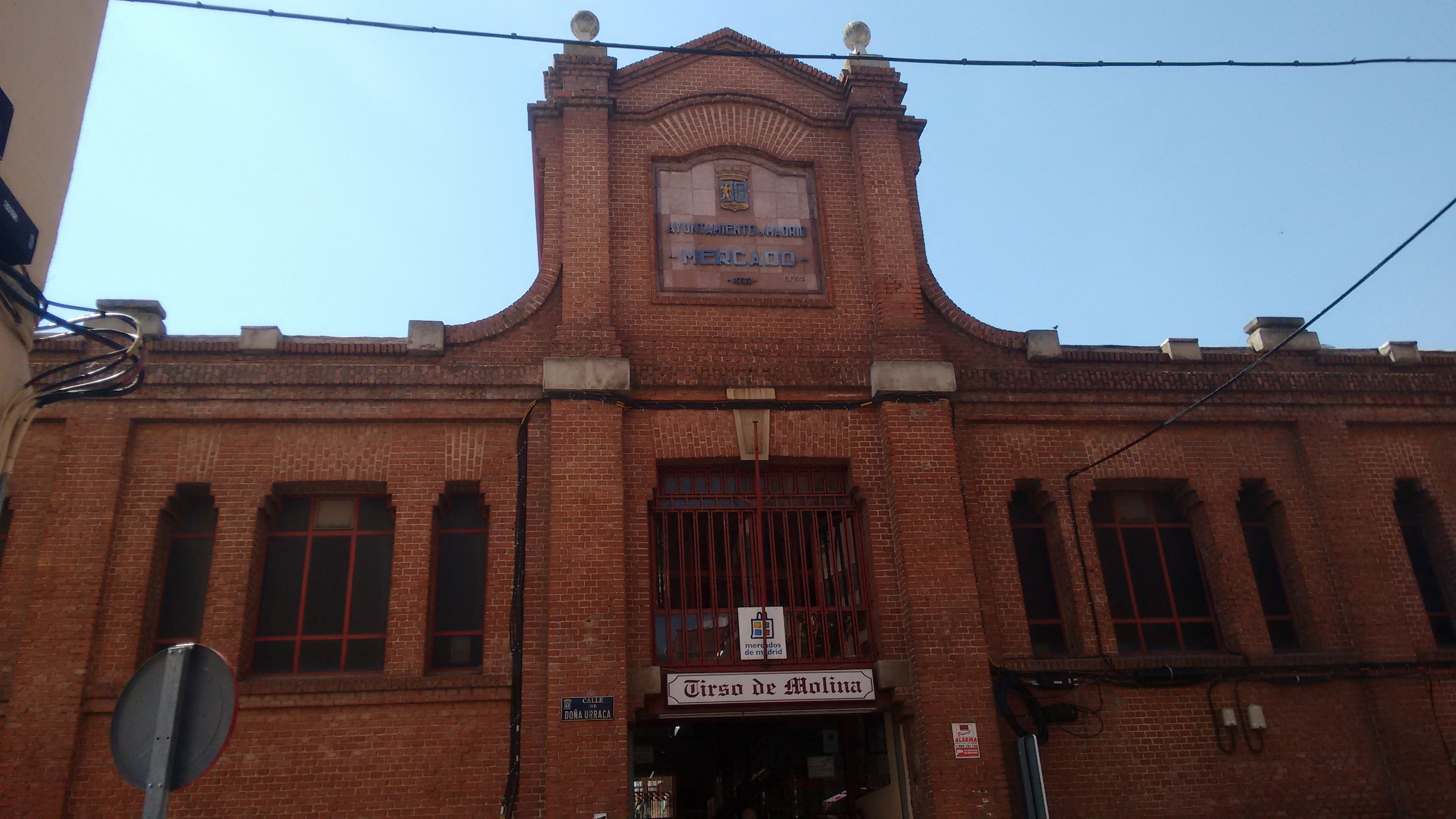
Mercado Tirso de Molina (Madrid)
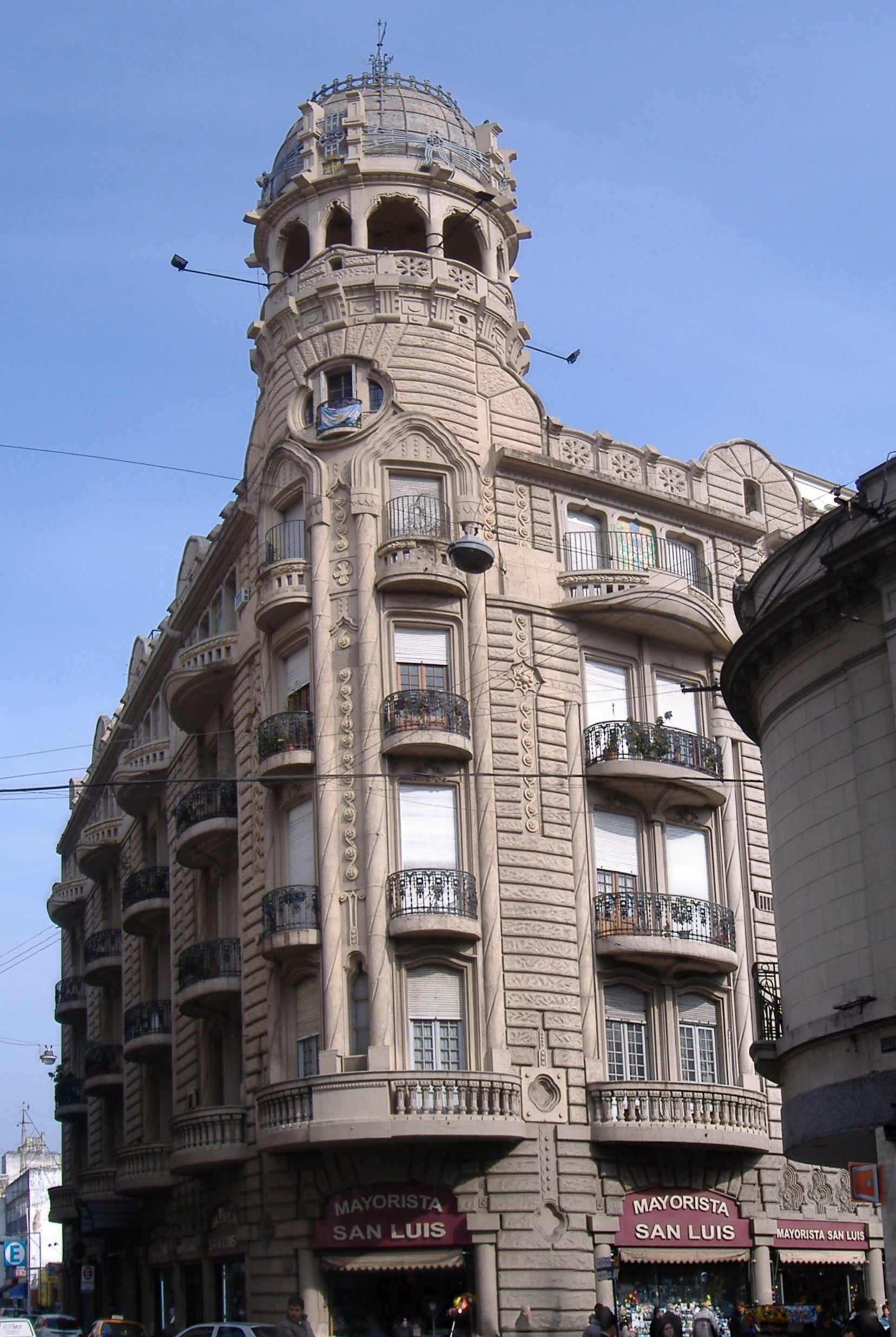
Palacio Cabanellas (Rosario)
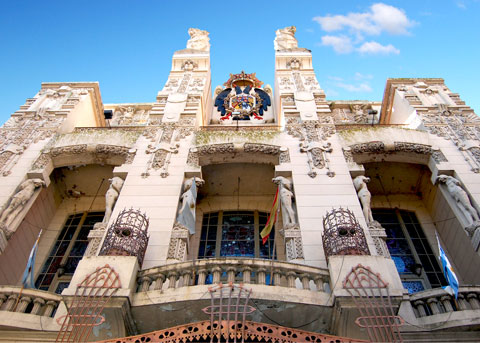
Club Español (Rosario)
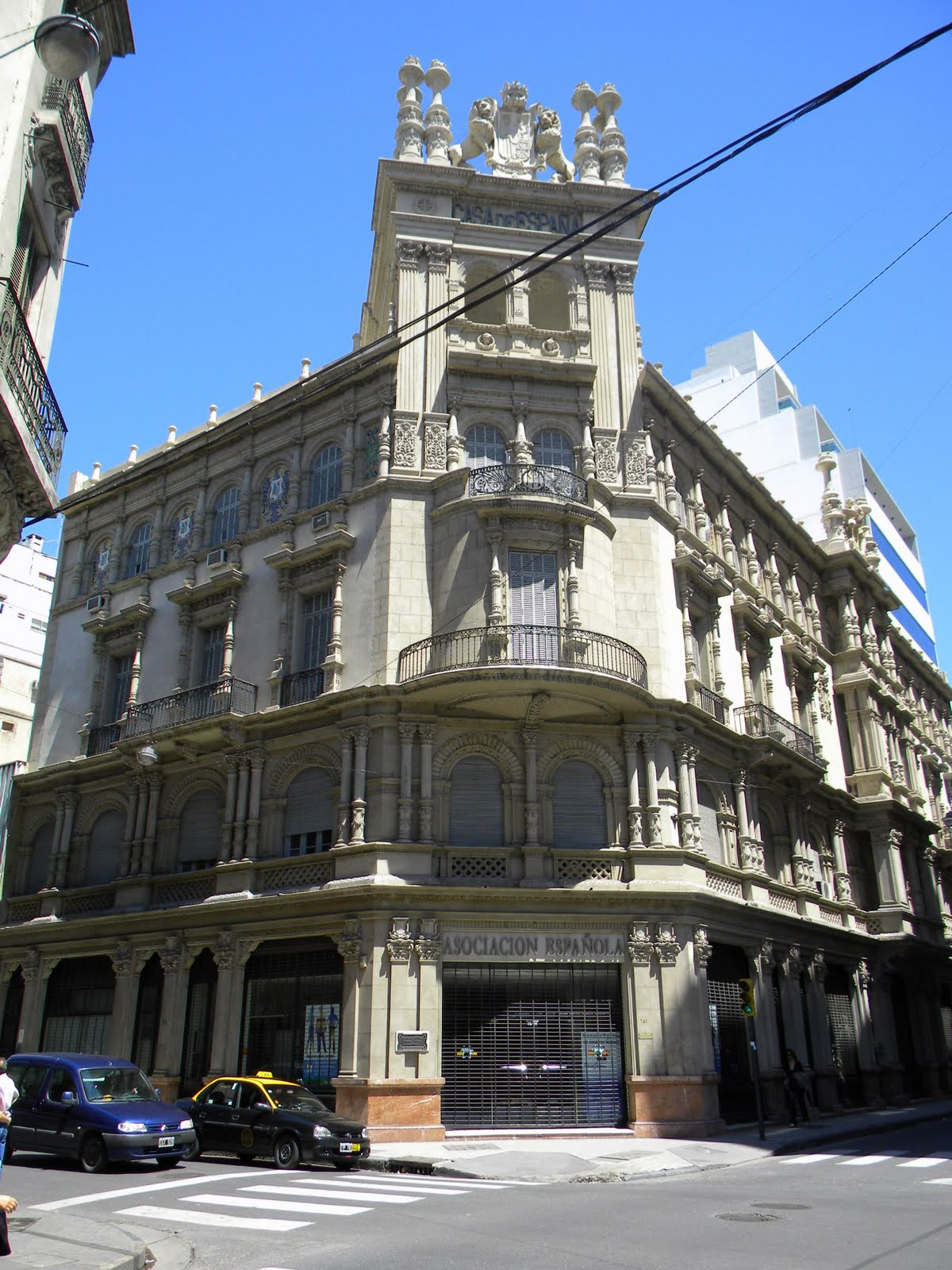
Asociación Española de Socorros Mutuos (Rosario)
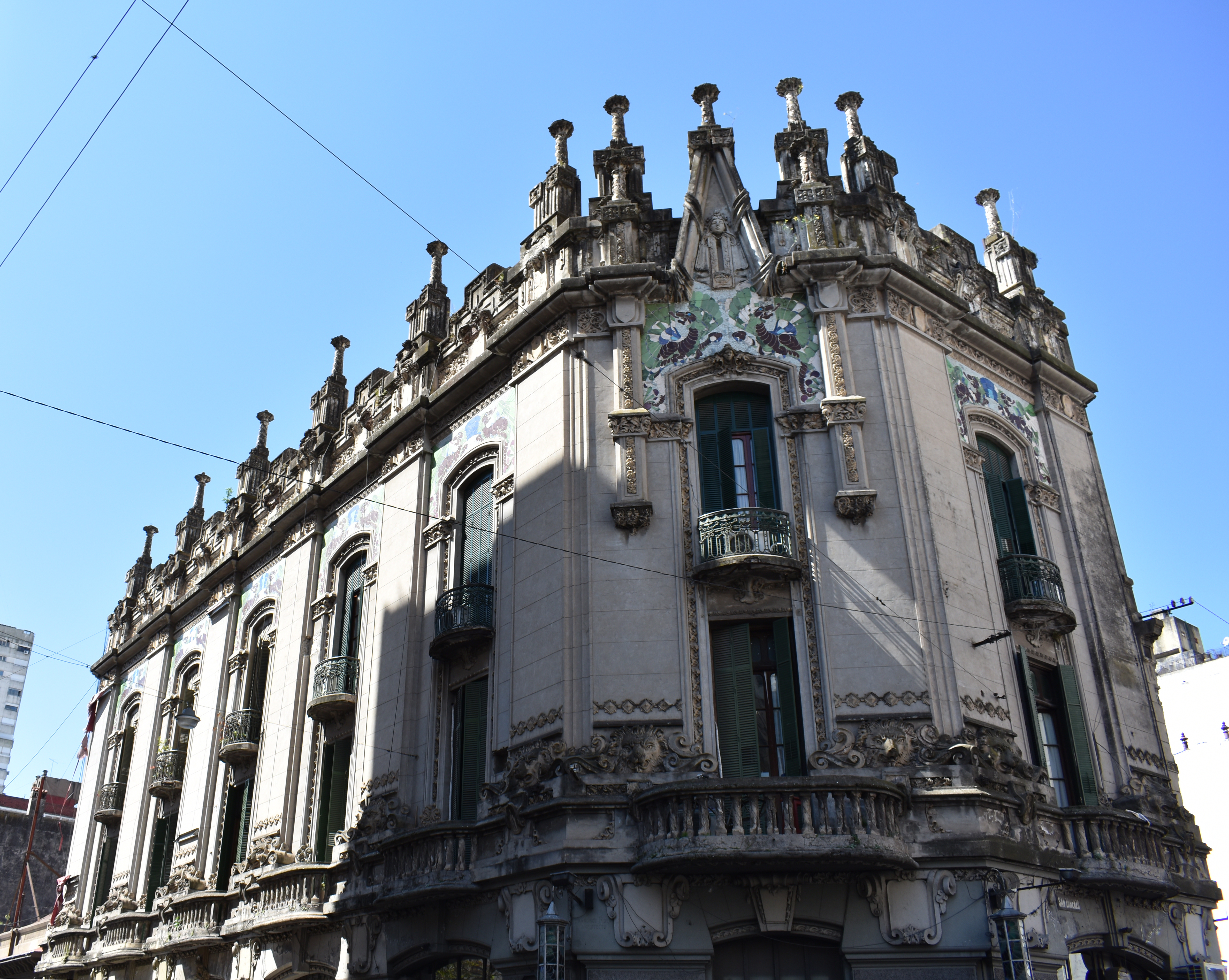
Edificio Remonda-Montserrat (Rosario)